# Briséïs

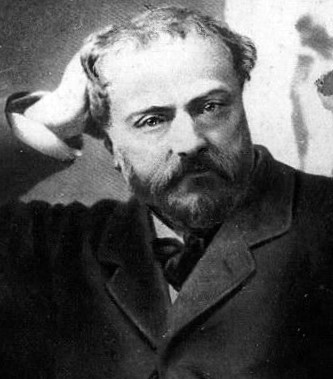
Emmanuel Chabrier

Briséïs är en fransk opera (drame lyrique) i tre akter med musik av Emmanuel Chabrier och libretto av Catulle Mendès och Ephraim Mikhaël efter balladen Die Braut von Korinth av Goethe.

## Historia
Chabrier arbetade med operan från maj 1888 till 1893 då hans dåliga hälsa (paralysie générale i sista stadiet av syfilis) förhindrade vidare ansträngning. 1894 bad Chabrier Vincent d'Indy att fullborda verket, men det visade sig omöjligt att foga samma alla delar till en komplett opera. På grund av sjukdomen hann Chabrier endast komponera första akten och den hade premiär vid en minneskonsert i Paris den 13 januari 1897 dirigerad av Charles Lamoureux. Chabriers arvingar bad flera kompositörer - däribland Claude Debussy, George Enescu och Maurice Ravel - att försöka fullborda operan. Den första scenversionen av akt I skedde på Staatsoper Unter den Linden den 14 januari 1899 under ledning av Richard Strauss.

## Personer
- Briséïs (sopran)
- Hylas (tenor)
- Förkunnaren (baryton)
- Stratoklès, Thanastôs tjänare (bas)
- Thanastô (mezzosopran)
- Första kammarjungfru (sopran)
- Andra kammarjungfru (sopran)
- En gammal sjöman
- En annan sjöman

## Handling
Korinth under kejsare Hadrianus.

### Akt I
Hylas seglar från Korinth med sin älskade Briséïs. Hennes moder Thanastô är besatt av onda andar och åkallar Jesus och lovar att bekänna sig till det nya evangeliet. En hymn till Apollon hörs. Den kristne förkunnaren uppenbarar sig och predikar om den ende räddaren. Stratoklès hånar och hädar. Förkunnaren tillrättavisar honom och svär att Thanastô kommer bli frisk om dottern bekänner sig till den nya religionen. Briséïs slits mellan fromhet och kärleken till Hylas. Thanastô lovar bort dottern till Jesus. Briséïs går med på detta och modern besjunger kristendomens seger.

### Akt II och III
Hylas påminner Briséïs om hennes löfte till honom. Hon begår självmord och uppmanar Hylas att förena sig med henne i bröllopsgraven. Han andas in doften av den giftiga blomma hon givit honom och gör som hon sagt.